# Classification Fanaroff-Riley
La classification Fanaroff-Riley est une classification servant à distinguer les radiogalaxies des galaxies actives selon leur luminosité dans les ondes radio selon leur environnement. Elle a été inventée en 1974 par Bernie Fanaroff (en) et Julia Riley. 

## Classes
La classification permet d'établir le lien entre la luminosité et la manière dont l'énergie est transmise et se transforme sous forme de rayonnement radio de la région centrale vers les extrémités se divise en deux classes, :
- classe I (abréviation FR-I) : sources dont la luminosité décroit au fur et à mesure que la distance avec le centre de la galaxie ou du quasar hôte augmente.
- classe II (abréviation FR-II) : sources dont la luminosité croit dans les lobes. En anglais, on parle également de edge-darkened.